# Бутирська в'язниця
Бути́рський слі́дчий ізоля́тор № 2 Москви́, відомий також як Бути́рська в'язни́ця, «Бути́рки», або «Бути́рка» — слідчий ізолятор у Москві, найбільша в'язниця російської столиці, одна з найстаріших і найвідоміших в'язниць Росії. Розташовується у Тверському районі ЦАО на вулиці Новослобідський (будинок 45), поблизу Бутирської застави, від якої установа й отримала свою назву. Будівля в'язниці — пам'ятка історії й архітектури, яку охороняє держава.

## Історія

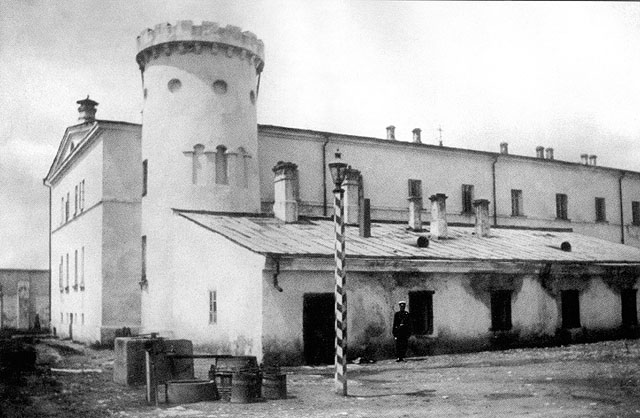
Бутирський тюремний замок з Пугачовською вежею, фото 1880-х. (Омеляна Пугачова до його страти в січні 1775-го закутим у ланцюги тримали в підвалі вежі, яка збереглася на території сучасної в'язниці та носить його ім'я.)

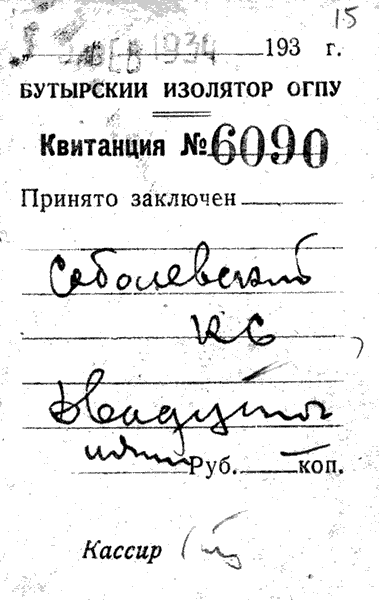
Квитанція про вилучення грошей

За часів правління Катерини II на Бутирському хуторі побудовано казарму Бутирського гусарського полку. Поруч існував дерев'яний острог. У 1784-му імператриця в листі московському генерал-губернатору Чернишову дала згоду на будівництво коло Бутирської застави кам'яного губернського тюремного замку замість дерев'яного острогу. До листа додавався загальний план майбутньої в'язниці, будівлю якої спроектував видатний московський архітектор Матвій Казаков. Бутирський замок мав чотири вежі: «Пугачовську» (до 1775-го — «Південну»), «Поліцейську», «Північну», «Вартову», — в центрі в 1782-му споруджено Покровський храм (також за проектом Казакова).
З 1868-го заклад був центральною пересильною в'язницею, через яку щорічно проходило близько 30 тис. осіб. Нинішню будівлю в'язниці побудовано в 1879-му. При в'язниці діяли столярні, палітурна, шевська, кравецька майстерні, а також майстерні з виготовлення віденських стільців і випалювання по дереву. Також був організований Сергієво-Єлисаветинський притулок для дружин і дітей, які добровільно йдуть за засланцями до Сибіру.
У 1873-му у в'язниці виявлено група фальшивомонетників.
Толстой, працюючи над романом «Воскресіння», в січні 1899-го відвідував наглядача Виноградова та розпитував його про тюремний побут, а в квітні приїхав до Б. в., щоб пройти з засудженими, яких відправляли до Сибіру шлях до Миколаївського вокзалу, а потім зобразив цей шлях у романі.
Під час грудневого повстання 1905-го дружинники (в основному робітники Міуського трамвайного парку, а також бутирські та брестські залізничники) намагалися захопити Б. в., але були відбиті конвойною командою; бої тривали до 14 грудня, коли Міуський парк звільнено загоном драгунів. У 1907-му у Б. в. створено слідче відділення. В 1908-му — каторжне відділення («Тимчасовий централ»). У 1905–1910 у в'язниці утримувалися Іван Каляєв, Микола Шмідт, матроси з бунтівного крейсера «Очаків», Володимир Маяковський.
У 1908-му в Б. в. виступав ілюзіоніст Гарі Гудіні. За 28 хвилин, на радість ув'язнених, він зумів звільнитися зі спеціального транспортного «ящика», в якому арештантів перевозили з Москви до Сибіру. Маестро закували в кайдани і ланцюги, закрили в контейнері, підсунувши кришкою до стіни, але він подолав усі перепони на шляху до свободи.
У 1911–1917 в Б. в. перебував Махно, як і всі політв'язні, звільнений під час Лютневої революції. Тоді ж звільнений і Фелікс Дзержинський, засуджений за рік до цього до 6 років каторги.
Після Жовтневого перевороту 1917-го Б. в. використовували як слідчу та пересильну в'язницю. В 1921-му тут перебував убитий вартовим колишній командарм Пилип Миронов. Тюремний храм у 1922-му закрито.
Під час Великого терору в 1937–1938 в кожній камері бувало до 170 осіб. Всього тоді у в'язниці одночасно утримувалося близько 20 тисяч осіб. Тисячі в'язнів були розстріляні по закінченні слідства.
У в'язниці в 1930-ті—40-ві перебували Варлам Шаламов, Осип Мандельштам, Сергій Корольов, Августин Волошин, Євгенія Ґінзбурґ, Борис Фомін.
Під час Радянсько-німецької війни частина в'язниці була переобладнана на майстерні, де ув'язнені працювали для потреби армії.
У Б. в. знімали сцени в приміщеннях будівлі РСХА в серіалі «Сімнадцять миттєвостей весни».

## Сьогодення

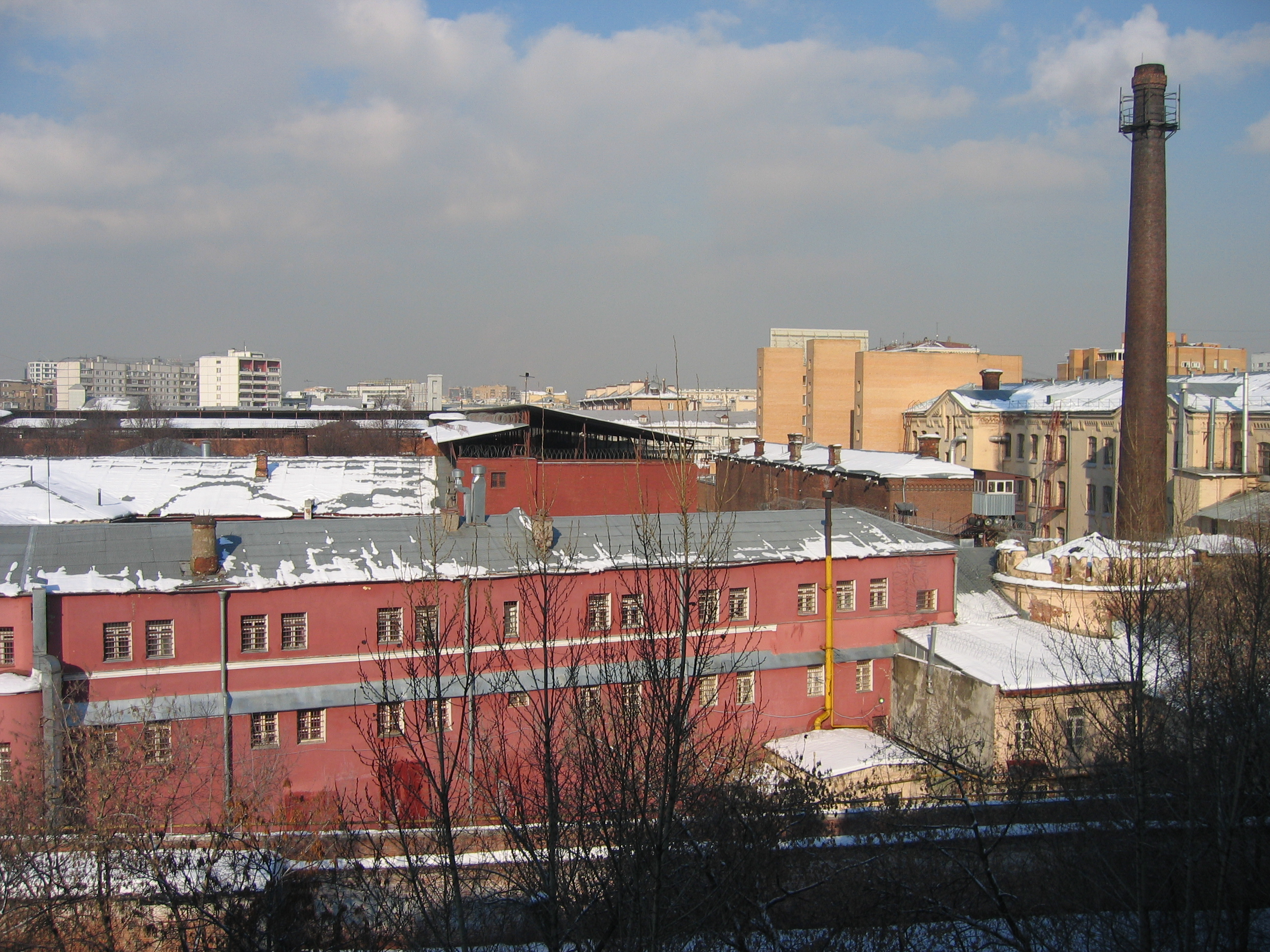
Старий корпус

Сьогодні в'язниця використовується як найбільший слідчий ізолятор Москви. Це комплекс з приблизно 20 триповерхових корпусів. Також у 1980-х під потреби в'язниці віддано житловий багатоповерховий будинок. У в'язниці 434 камери, з яких 101 — загальні камери розміром приблизно 6×12 метрів. Наявні на стінах гачки для одягу свідчать про те, що спочатку в цих камерах передбачалося розміщувати по 20—25 в'язнів. Ще 301 камера має меншу площу: спочатку в кожній з них передбачалося розміщувати не більше чотирьох ув'язнених. 32 карцери призначені для дисциплінарних покарань.
Загалом у Б. в. повинно бути не більше 3,500 ув'язнених, сьогодні в ній тримають менше 2,700 осіб. До реконструкції у великих камерах площею 75 квадратних метрів могли перебувати до 60 осіб, які спали тут у 3—4 зміни (у 1996-му в таких камерах бувало понад 120 ув'язнених).
У в'язниці з 1992-го знову діє православний Покровський храм.
У травні 1994-го кілька «авторитетів», колишніх ув'язнених, на чолі з сибіряків (Сергієм Липчанський) вирішили провідати товаришів у Бутирській в'язниці, домовившись з працівниками закладу. Але про це стало відомо правоохоронним органам і було затримано 34 людини — співробітників ізолятора та «гостей». Двоє співробітників в'язниці були засуджені до року позбавлення волі, багатьох звільнили за власним бажанням або відправили на пенсію.
З 1996-го в Б. в., за винятком психіатричного відділення лікарні, більше не тримають жінок.
Одним з найвідоміших в'язнів в'язниці останнього часу можна назвати Володимира Гусинського, який у червні 2000 провів у в'язниці три дні.
28 січня 2008 заступник директора Федеральної служби виконання покарань РФ Володимир Семенюк розповів журналістам, що «були охочі викупити у нас цю будівлю, але ми сказали: побудуйте нам ізолятор, а цей заберіть». Однак, за його словами, коли інвестори стали детальніше прораховувати вартість будівництва нового слідчого ізолятора, то відмовилися від угоди.
При в'язниці з 1971-го діє музей. Відвідування можливе лише в рамках екскурсії за заявкою від юридичної особи.

## Втечі
З 1905 по 1913 з Б. в. скоєно кілька втеч. У 1909-му (ув'язненими під варту підсудними) і 16 травня 1913 (каторжниками) планувалися масові втечі, які не відбулися.
У радянський час про втечі не повідомляли публічно.
У пострадянський період:
- У 1992 першу втечу скоїли двоє підсудних.
- У липні 1996 перша втеча жінки — Наталія Сорокожердева, 26 років, за три дні затримана на Дорогомилівськом ринку Москви.
- У 1996 — ще дві вдалі втечі (двоє ув'язнених у дворику для прогулянок відігнули решітку та через дах по мотузці спустилися на вулицю; їх вдалося затримати досить швидко).
- 24 березня 2000 втік і пізніше (через 5 днів) був спійманий грабіжник із Грузії.
- У вересні 2001 з «камери смертників» втекли три особливо небезпечних злочинця з великими термінами ув'язнення, проколупавши за кілька днів ложками цементну (в поганому стані) підлогу до колектора, по якому й вибралися на вулицю. Двох затримали в Московській області за три тижні. Третього затримали тільки в квітні 2003-го.
- У жовтні 2001 через ґрати в кімнаті для побачень здійснив втечу Іван Виноградов, упійманий за місяць.
- 2 березня 2009 з психіатричної лікарні здійснив втечу 26-річний чоловік, що знаходився в міжнародному розшуку (за крадіжки в Білорусі), затриманий у грудні.[4][5]
- 22 квітня 2010 перша за кілька років вдала втеча з Б. в.. За словами офіційного представника УФСІН по Москві Сергія Циганкова, з-під варти втік 26-річний білорус Віталій Островський, який утримувався в слідчому ізоляторі за звинуваченням у серії крадіжок. «Втеча була здійснена шляхом подолання основної огорожі слідчого ізолятора під час конвоювання. Він відштовхнув конвойного і, немов стрибун-олімпієць, перемахнув через дуже високу решітку і колючий дріт», — розповів пан Циганков. Спіймати втікача за гарячими слідами не вдалося.[6]
- 24 квітня 2010 втік і того самого дня був спійманий раніше засуджений, підозрюваний у насиллі над неповнолітнім, Василь Локалев, 24 роки, який вибрався з камери, витиснувши ґрати вікна; потім, піднявшись на дах ізолятора, зістрибнув з нього та полишив територію.[7]

## Відомі ув'язнені
- Агузарова Жанна Хасанівна
- Байтурсинов Ахмет
- Батурин Віктор Миколайович
- Бауман Микола Ернестович
- Богач Іван Сергійович
- Букейханов Аліхан Нурмухамедови
- Буняченко Сергій Кузьмич
- Вержбицький Костянтин Андрійович
- Власов Андрій Андрійович
- Лука (Войно-Ясенецький)
- Волошин Августин Іванович
- Ворошилов Климент Єфремович
- Гінзбург Євгенія Соломонівна
- Головкін Сергій Олександрович
- Дацик В'ячеслав Валерійович
- Дзержинський Фелікс Едмундович
- Дулатов Міржакіп
- Жумабаєв Магжан
- Каляєв Іван Платонович
- Ковальов Валентин Олексійович
- Козлов Олексій Олександрович
- Люзаков Павло Борисович
- Мавроді Сергій Пантелійович
- Магнітський Сергій Леонідович
- Махно Нестор Іванович
- Маяковський Володимир Володимирович
- Меандр Михайло Олексійович
- Пічушкін Олександр Юрійович
- Полікарпов Микола Миколайович
- Пугачов Омелян Іванович
- Романов Олексій Дмитрович
- Трухін Федір Іванович
- Юсупов Наїль Хасанович

## У мистецтві
- Недовго, по ходу сюжету, в Б. в. у 8-й камері на другому поверсі містився головний герой комедії Данелія «Міміно» — Валіко Мізандарі, про що він сам повідомляє при невдалому вступі на курси пілотів дальньої авіації.
- У Б. в. знімалися «тюремні» сцени радянського телесеріалу «Сімнадцять миттєвостей весни». Розповідають, що коли в тюремних коридорах з'явилися актори у формі гестапівців і есесівців зі свастиками на рукавах (тобто у формі противників радянської влади), то ув'язнені з числа обслуги жартівливо вітали їх: «„Наші“ прийшли!».
- У 2001-му з'явився гурт «Бутирка», названий на честь в'язниці після втечі в'язнів 3 вересня 2001-го.
- У 1991-му тут знімали фінальну сцену серіалу Кодекс мовчання 2: Слід чорної риби[ru], режисер-постановник Зіновій Ройзман, автори сценарію Георгій Вайнер і Леонід Словін. Коли актор Карім Мирхад у відповідності зі сценарієм після оголошення йому відмови в помилуванні закричав «Я не винен!» Його почули в камерах і «вся Бутирка» почала кричати: «Він не винен! Він не винен!»
- Для того, щоби вжитись у роль Хлиста, Мікі Рурк побував на екскурсії в Б. в.[8]